# Ampéra
Ampéra var en dansk radio- og fjernsynsproducent. 

## Ampéra grundlægges
Radiofabrikken blev grundlagt af Svend Erik Sandau og Inger Sandau i 1948. De havde mødt hinanden på fabrikken Magnavox, hvor de begge arbejdede. De startede et radioværksted på Slotsgade på Nørrebro i København, hvorfra de også handlede med brugte apparater. De havde begge erfaring fra tidligere arbejde på Vitrohm, Magnavox, TO-R og Always.
I 1949 åbnedes forretning med salgslokale og produktion i Korsgade 16 på Nørrebro. Svend valgte et firmanavn, der havde en tydelig teknisk klang og var velegnet som firmalogo.

## De første fjernsyn
Svend arbejdede målrettet mod fremstilling af fjernsyn. Det var svært at få importtilladelse fra varedirektoratet, men i slutningen af 1949 lykkedes det endelig at opnå tilladelse til indkøb af 5 billedrør til forsøgsbrug.
Fra starten af 1950 begyndte de at fremstille de første TV-modtagere. Svend havde sans for teknik og Inger var ferm til montere, og Svend var stolt, da han fra starten af 1950 kunne vise Inger de første levende billeder med Statsradiofoniens forsøgsudsendelser.
Den første TV-model/prototype fra 1950 havde et rundt billedrør (MW 31) med vinduesglas foran som beskyttelse. Kabinetterne blev i de første år leveret fra snedkermester Sørensen i Korsgade. En af de første modeller er nu på Ringsted Radiomuseum. Prisen på 2.500 kr. betød, at der var et meget lille salg. Man fremstillede kun ét fjernsyn om ugen.

## Fabrikken vokser
TV-salget begyndte at stige i 1954, hvor alle så frem til starten af Gladsaxe-senderen i 1955. Her var Ampéra klar med to nye modeller, hvoraf den ene, TYPE B 55, var tegnet af arkitekt Otto Knudsen, og var med grammofon. Man var hurtigt klar med en 21”-model med FM.
I 1958 antog Svend sin nevø Ole Nordahl Nielsen som firmaets første lærling. Samme år leveredes modellen B 58 med 21"-billedrør. Ampéra 5821 kostede 2.460 kr. inkl. rullebord.
Fabrikken voksede og man fremstillede typisk 50 apparater om ugen. Der var ansat op til 40 personer på fabrikken, heraf ca. 20 montage-damer, 2 teknikere, 2 lærlinge og en chauffør. TV-udviklingen blev forestået af Svend Sandau i samarbejde med en ingeniør og en dygtig TV-tekniker Braun samt værkfører Gregersen. Svend var klar med en større aftale om levering til fagforeningerne, men det lykkedes ikke. Inger Sandau fortæller, at Svend ikke turde trodse Philips og Torotor, som begge truede med at afbryde leverancerne til Ampéra, hvis aftalen blev realiseret.
Firmaet var nu tvunget til alternativ produktion. I 1959 udviklede og markedsførte man en AM/FM-radiomodtager type: Ampéra CONCERTETTE, pris: 565 kr. Radioen var desværre rent rørbestykket, så der var ikke tale om nogen egentlig ny udvikling. Samme år var man om efteråret klar med to nye TV-modeller, 17"- og 21"-model med FM: Ampéra 9017 og Ampéra 9021. For at begrænse udgifterne og holde sig så uafhængige af underleverandører som muligt, så fik man knapperne til apparaterne fremstillet hos Svends svoger, og Inger pålimede selv stjernerne og tekster blev lavet ved silketryk på plastfolie.
Man udviklede også en 23" TV-model med 110° billedrør. Dette var en RG-model (radio og grammofon) og stereo: Ampéra 1109, prisen er ukendt.
I 1959 udvikledes en AM-transistorradio, som man selv fremstillede print og kabinet til. Der blev også fremstillet et autobeslag, der indeholdt en ekstra effektforstærker.

## Fabrikken lukker
De følgende år blev der langt mellem annoncerne, hvilket er forståeligt, da TV-prisen hele tiden faldt, og man var tæt på "smertegrænsen". Det blev hele tiden sværere, at opnå fornuftige priser for apparaterne.
De sidste TV-modeller blev produceret i 1961 og hed Panorama Skab 108 og Panorama 110 Stereo. Ampéra lukkede ved konkurs i sommeren 1962. Svend Sandau var højt respekteret blandt sine medarbejdere, som altid fik en god behandling. Han var sympatisk, men også præcis og bestemt, for ham kom firmaet altid i første række.